# Oscaruddelingen 1952
Oscaruddelingen 1952 var den 24. oscaruddeling, hvor de bedste film fra 1951 blev hædret af Academy of Motion Picture Arts and Sciences. Uddelingen fandt sted 20. marts på RKO Pantages Theatre i Los Angeles, USA. Filmen En amerikaner i Paris vandt en oscar for bedste film. Det var første gang en farvefilm vandt denne pris siden Borte med blæsten vandt i 1940.

## Priser
| Bedste Film præsenteret af Jesse L. Lasky | Bedste Instruktør præsenteret af Joseph L. Mankiewicz |
| --- | --- |
| - En amerikaner i Paris - Afgørelse ved daggry - En plads i solen - Quo Vadis? - Omstigning til Paradis | - George Stevens – En plads i solen - John Huston – Afrikas dronning - Elia Kazan – Omstigning til Paradis - Vincente Minnelli – En amerikaner i Paris - William Wyler – Politistation 21 |
| Bedste Mandlige Hovedrolle præsenteret af Greer Garson | Bedste Kvindelige Hovedrolle præsenteret af Ronald Colman |
| - Humphrey Bogart – Afrikas dronning - Marlon Brando – Omstigning til Paradis - Montgomery Clift – En plads i solen - Arthur Kennedy – Tilbage til livet - Fredric March – En sælgers død | - Vivien Leigh – Omstigning til Paradis - Katharine Hepburn – Afrikas dronning - Eleanor Parker – Politistation 21 - Shelley Winters – En plads i solen - Jane Wyman – Det blå slør |
| Bedste Mandlige Birolle præsenteret af Claire Trevor | Bedste Kvindelige Birolle præsenteret af George Sanders |
| - Karl Malden – Omstigning til Paradis - Leo Genn – Quo Vadis? - Kevin McCarthy – En sælgers død - Peter Ustinov – Quo Vadis? - Gig Young – Den sidste drik | - Kim Hunter – Omstigning til Paradis - Joan Blondell – Det blå slør - Mildred Dunnock – En sælgers død - Lee Grant – Politistation 21 - Thelma Ritter – Hvedebrødsdage |
| Bedste Manuskript præsenteret af Claire Luce | Bedste Historie og Manuskript præsenteret af Claire Luce |
| - En plads i solen – Michael Wilson og Harry Brown - Afrikas dronning – James Agee og John Huston - Kærligheds-karrusellen – Jacques Natanson og Max Ophuls - Omstigning til Paradis – Tennessee Williams - Politistation 21 – Philip Yordan og Robert Wyler | - En amerikaner i Paris – Alan Jay Lerner - David og Batseba – Philip Dunne - En by går amok – Clarence Greene og Russell Rouse - Onkel Sams helte – Robert Pirosh - Forside-sensation! – Billy Wilder, Lesser Samuels og Walter Newman |
| Bedste Historie præsenteret af Claire Luce | Bedste Korte Animationsfilm præsenteret af Lucille Ball |
| - Ultimatum – Paul Dehn og James Bernard - I arenaens sol – Budd Boetticher og Ray Nazarro - Teresa - historien om en brud – Alfred Hayes og Stewart Stern - Frømænd – Oscar Millard - Her kommer brudgommen – Robert Riskin og Liam O'Brien | - The Two Mouseketeers - Lambert the Sheepish Lion - Rooty Toot Toot |
| Bedste Dokumentar præsenteret af Janice Rule | Bedste Korte Dokumentar præsenteret af Janice Rule |
| - Kon-Tiki - I Was a Communist for the F.B.I. | - Benjy - One Who Came Back - The Seeing Eye |
| Bedste Kortfilm, One-Reel præsenteret af Lucille Ball | Bedste Kortfilm, Two-Reel præsenteret af Lucille Ball |
| - World of Kids - Ridin' the Rails - The Story of Time | - Nature's Half Acre - Balzac - Danger Under the Sea |
| Bedste Drama eller Komedie Musik præsenteret af Donald O'Connor | Bedste Musical Musik præsenteret af Donald O'Connor |
| - En plads i solen – Franz Waxman - David og Batseba – Alfred Newman - En sælgers død – Alex North - Omstigning til Paradis – Alex North - Quo Vadis? – Miklos Rozsa | - En amerikaner i Paris – Johnny Green og Saul Chaplin - Den store Caruso – Peter Herman Adler og Johnny Green - Show Boat – Adolph Deutsch og Conrad Salinger - Ved Rivieraen – Alfred Newman - Alice i eventyrland – Oliver Wallace |
| Bedste Sang præsenteret af Donald O'Connor | Bedste Lydoptagelse præsenteret af Cyd Charisse |
| - "In the Cool, Cool, Cool of the Evening" fra Her kommer brudgommen – Musik af Hoagy Carmichael; Tekst af Johnny Mercer - "A Kiss to Build a Dream On" fra The Strip – Musik og Tekst af Bert Kalmar, Harry Ruby og Oscar Hammerstein II - "Never" fra Golden Girl – Musik af Lionel Newman; Tekst af Eliot Daniel - "Too Late Now" fra Bryllupsklokker – Musik af Burton Lane; Tekst af Alan Jay Lerner - "Wonder Why" fra Rig, ung og yndig – Musik af Nicholas Brodszky; Tekst af Sammy Cahn | - Den store Caruso – Douglas Shearer, MGM Studio Sound Department - Two Tickets to Broadway – John O. Aalberg, RKO Radio Studio Sound Department - Dig kræver jeg – Gordon Sawyer, Samuel Goldwyn Studio Sound Department - Bright Victory – Leslie I. Carey, Universal-International Studio Sound Department - Omstigning til Paradis – Nathan Levinson, Warner Bros. Studio Sound Department |
| Bedste Scenografi, Sort og Hvid præsenteret af Marge og Gower Champion | Bedste Scenografi, Farver præsenteret af Marge og Gower Champion |
| - Omstigning til Paradis – Richard Day og George James Hopkins - Kærligheds-karrusellen – D'Eaubonne - Med på noderne – Cedric Gibbons, Paul Groesse, Edwin B. Willis og Jack D. Moore - Skæbnehuset – Lyle Wheeler, John DeCuir, Thomas Little og Paul S. Fox - Manden på gesimsen – Lyle Wheeler, Leland Fuller, Thomas Little og Fred J. Rode | - En amerikaner i Paris – Cedric Gibbons, Preston Ames, Edwin B. Willis og Keogh Gleason - Hoffmanns eventyr – Hein Heckroth - Quo Vadis? – William A. Horning, Cedric Gibbons, Edward Carfagno og Hugh Hunt - David and Batseba – Lyle Wheeler, George Davis, Thomas Little og Paul S. Fox - Ved Rivieraen – Lyle Wheeler, Leland Fuller, Joseph C. Wright, Thomas Little og Walter M. Scott  |
| Bedste Fotografering, Sort og Hvid præsenteret af Vera-Ellen | Bedste Fotografering, Farver præsenteret af Vera-Ellen |
| - En plads i solen – William C. Mellor - Frømænd – Norbert Brodine - Farligt møde – Robert Burks - En sælgers død – Franz Planer - Omstigning til Paradis – Harry Stradling | - En amerikaner i Paris – Alfred Gilks og John Alton - Show Boat – Charles Rosher - Verdens undergang – John F. Seitz og W. Howard Greene - David and Batseba – Leon Shamroy - Quo Vadis? – Robert Surtees og William V. Skall |
| Bedste Kostumer, Sort og Hvid præsenteret af Zsa Zsa Gabor | Bedste Kostumer, Farver præsenteret af Zsa Zsa Gabor |
| - En plads i solen – Edith Head - Omstigning til Paradis – Lucinda Ballard - The Model and the Marriage Broker – Charles LeMaire og Renie - Kind Lady – Walter Plunkett og Gile Steele - Dronningen og gadedrengen – Edward Stevenson og Margaret Furse | - En amerikaner i Paris – Orry-Kelly, Walter Plunkett og Irene Sharaff - Hoffmanns eventyr – Hein Heckroth - David and Batseba – Charles LeMaire og Edward Stevenson - Quo Vadis? – Herschel McCoy - Den store Caruso – Helen Rose og Gile Steele |
| Bedste Klipning præsenteret af Constance Smith | Bedste Visuelle Effekter præsenteret af Sally Forrest |
| - En plads i solen – William Hornbeck - En amerikaner i Paris – Adrienne Fazan - En by går amok – Chester Schaeffer - Afgørelse ved daggry – Dorothy Spencer - Quo Vadis? – Ralph E. Winters | - Verdens undergang |

### Æresoscar
præsenteret af Charles Brackett
- Gene Kelly

### Bedste Udenlandske film
præsenteret af Leslie Caron
- Rashomon - Dæmonernes port (Japan)

### Irving G. Thalberg Memorial Award
præsenteret af Darryl F. Zanuck
- Arthur Freed